# Vật liệu vi mao quản
Một vật liệu vi mao quản là một vật liệu có lỗ xốp với đường kính bé hơn 2 nm. Ví dụ của vật liệu vi mao quản bao gồm zeolit và vật liệu khung cơ kim.
Vật liệu mao quản được phân loại thành một vài loại theo kích thước của chúng. Khuyến cáo của một bảng điều khiển triệu tập của Hiệp hội quốc tế về hóa học ứng dụng và hóa học cơ bản (IUPAC) là:
- Vật liệu vi mao quản có lỗ đường kính ít hơn 2 nm
- Vật liệu mao quản trung bình có lỗ đường kính giữa 2 nm và 50 nm
- Vật liệu mao quản lớn có lỗ đường kính của lớn hơn 50 nm.

Vi mao quản có thể được định nghĩa khác nhau trong bối cảnh khác. Ví dụ, trong bối cảnh của khối tụ xốp như đất, vi mao quản được định nghĩa là những lỗ hổng với kích thước bé hơn 30 mm.

## Sử dụng trong phòng thí nghiệm
Vật liệu vi mao thường sử dụng trong môi trường phòng thí nghiệm để tạo điều kiện trao đổi không ô nhiễm của các khí. 

## Sử dụng trong y học

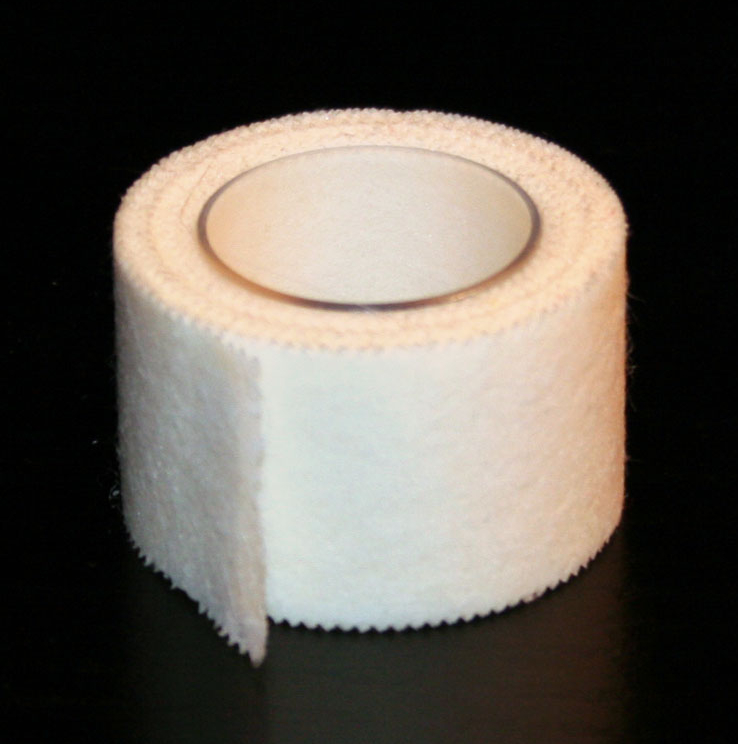
Albupore vi mao quản băng phẫu thuật

Băng keo vi mao quản là một băng phẫu thuật, sử dụng để giữ vết thương được băng và băng, được giới thiệu trong năm 1959 bởi 3M với những tên thương mại Micropore. Nó có thể được sử dụng để giữ gạc đệm với vết thương nhỏ, thường là như một biện pháp tạm thời cho đến khi một sự băng bó phù hợp được áp dụng. Các tiệt trùng eo-Dải là có nguồn gốc từ băng phẫu thuật vi mao quản.